# Vojtěch Babišta
Vojtěch Babišta (* 2. března 1996 Ostrava) je český herec, model a bývalý profesionální hráč squashe, žijící v Praze.

## Životopis
Narodil se 2. března 1996 v Ostravě jako druhé dítě rodiny Babištových. Jeho otec byl podnikatelem a matka je kosmetička. S rodinou žil v Hlučíně. V 9 letech se jeho rodiče rozvedli. Vojta žil s matkou, sestrou a později novým manželem jeho matky. Otec mu zemřel v roce 2013. Má starší sestru a také nevlastního bratra z matčiny strany a nevlastní sestru z otcovy strany. Je také bratrancem české modelky Ester Berdych Sátorové, která je manželkou profesionálního tenisty Tomáše Berdycha.
Absolvoval Základní školu Hlučín Rovniny a obor ekonomie na střední průmyslovou škole ve Vítkovicích ve vlastnictví Jana Světlíka.
Od svých 9 let hrál squash za Ostravský klub Squash klub Ostrava Mariánské hory pod vedením Michala Zoubka, později ho hrál i profesionálně. Reprezentoval Českou republiku na zahraničních turnajích a na mistrovství světa do 19 let v Polsku ve Wroclawi byl v 17 letech nejmladším a zároveň nejlépe umístěným reprezentantem české výpravy. Po turnaji přestoupil do klubu SC Strahov, kde hrál mužskou extraligu (2015/2016). V mužské kategorii se umístil v nejlepší desítce ČR a dostal se i na PSA turnaje (obdoba ATP v tenisu). Po sezóně 2015/2016, během níž Vojtěch skládal maturitní zkoušku, musel ze zdravotních důvodů a také kvůli finančním problémům skončit. Po vystudování střední školy ukončil svou profesionální kariéru ve squashi.
Díky sportovním výkonům dostal možnost podílet se na reklamě pro střední školu a Vítkovice s Janem Světlíkem, kde nabyl první zkušenosti jako moderátor. Díky sportovním úspěchům a hereckému potenciálu se s vedením střední školy a majitelem Vítkovic Machinery Group panem Světlíkem dohodl na zapojení do propagačních projektů.
Herectví se věnoval již po dobu své sportovní kariéry a studia na střední škole. Objevil se v seriálech Ulice a Ordinace v růžové zahradě a také ve vedlejších rolích v pořadech televize Barrandov (Soudkyně Barbara) nebo ve vedlejší roli v reklamě na mobilní telefon Huawei s Americkou produkcí, která byla točená v Praze. Po maturitě se odstěhoval do Prahy, kde se začal věnovat herectví naplno. Ze začátku si vydělával prostřednictvím různých brigád a občasným modelingem. V roce 2017 se přestěhoval do Číny (Guangzhou, Shenzhen) a později do Hongkongu, kde fotil, chodil po molech, objevoval se v magazínech a točil reklamy, a to s českou agenturou PH Models a později s ELY Management. Jenom na dva měsíce se v létě 2017 zdržel v Česku, kde si zahrál v malé roli mladého záchranáře ve filmu Dukla 61 pod vedením Davida Ondříčka a také se mihnul v seriálu Ohnivý kuře. Z Asie se vrátil koncem roku. V roce 2018 si zahrál vedlejší roli v seriálu Modrý kód a natočil reklamu pro město Karlovy Vary, tamější lázně, školu a celosvětově známý filmový festival v hlavní roli, fotil pro český magazín Volkswagen, natáčel klipy a další reklamy. Posloužil též jako nová reklamní tvář oblekové firmy Bandi Vamos. Jako herec hostoval v Divadle v Celetné v souboru Marianny Arzumanové, v divadle v Rock Café má mít hlavní roli v připravované komedii pod režisérem Danielem Možnárem a také spolupracuje s herečkou Kateřinou Janečkovou.
V lednu 2019 byl hostem v pořadu Show Jana Krause na FTV Prima. V roce 2021 si zahrál jednu z hlavních rolí v polské romantické komedii Láska na Marsu.
 V roce 2022 se objevil v úspěšné minisérii Devadesátky, kde ztvárnil roli reportéra Nováka.